# 髙木萌那
- 高木萌那

髙木 萌那（たかき もな、2004年4月6日 - ）は、女子競輪選手。日本競輪選手会福岡支部所属、ホームバンクは久留米競輪場。日本競輪選手養成所（以下、養成所）第126期生。師匠は実父である髙木和仁（76期）。

## 来歴
父親は師匠でもある競輪選手の髙木和仁（76期）。さらに母方の祖父は工藤元司郎（16期）、曾祖父は工藤勝美（期前）でともに元競輪選手。直系ではないが、ガールズケイリン選手としては初の四世選手。さらに、伯母（母の妹）は競輪キャスターの工藤わこという競輪一家。
幼い頃はゴルフをやっていたが、小学四年生の時にクラスで野球が流行ったため試しに野球をやると野球の面白さにハマり、そこから本格的に野球を始め、中学からキャッチャーとなる。
和仁からは地元の高校で自転車競技をしてほしいと言われていたが、高校は女子野球の強豪校である神戸弘陵学園高等学校に進学、寮生活を送る。2年生であった2021年夏に行われた第25回全国高等学校女子硬式野球選手権大会で全国制覇を達成している。
高校卒業後はプロ野球選手になろうと考えていたが、日本女子プロ野球機構が活動を休止したためその夢が断たれたこと、プロアスリートになりたいという夢を持っていた中で父親と祖父（さらに曾祖父も）が競輪選手であったことから自身も競輪選手になることを決意、3年生の夏前に父・和仁にその旨を伝える。実家から離れて暮らしており和仁は直接指導できなかったことから和仁が自転車部の顧問に事情を説明し、そこからは自転車部で指導を仰ぐも自転車競技は全くの未経験であったこと、高校が自転車通学禁止であったため、養成所は適性試験で受験。2023年1月19日、養成所第126回選手候補生入所試験に合格。
在所中は、第3回記録会でゴールデンキャップを獲得。卒業式直前に行われた卒業記念レースでは、予選2走を1着・2着として勝ち上がるも、決勝戦では3着。卒業記念レースも含めた在所中の競走訓練成績は、30勝で3位。
2024年5月3日、富山FII（ルーキーシリーズ）でデビュー。初勝利は翌4日。最終日の決勝戦では捲りで初優勝を果たす。
2025年7月20日、大宮FII（モーニング）で本格デビュー後初優勝。